# Armand Lucian Mălăele
Armand Lucian Mălăele (n. 12 septembrie 1977, Ploiești, jud. Prahova) este un fost jucător român de fotbal a activat pe postul de mijlocaș. Este nepotul actorului Horațiu Mălăele.

## Activitate
- Pandurii Târgu Jiu (1999-2001)
- Astra Ploiești (2001-2002)
- Extensiv Craiova (2001-2003)
- Petrolul Ploiești (2003-2004)